# Kepler-31
Kepler-31, även känd som KOI-935, är en ensam stjärna i mellersta delen av stjärnbilden Svanen, inom synfältet för Keplerteleskopet. Den har en skenbar magnitud av ca 14,0 och kräver ett kraftfullt teleskop för att kunna observeras. Baserat på parallax enligt Gaia Data Release 3 på ca 0,60 mas beräknas den befinna sig på ett avstånd av ca 5 400 ljusår (ca 1 660 parsec) från solen. Den rör sig bort från solen med en heliocentrisk radialhastighet av ca 11 km/s.

## Egenskaper
Kepler-31 är en gul till vit stjärna i huvudserien av spektralklass G5 V. Den har en massa av ca 1,21 solmassa, en radie av ca 1,22 solradie och utsänder energi från dess fotosfär motsvarande ca 0,79 gånger solen vid en effektiv temperatur av ca 6 300 K.

## Planetsystem
De tre gasjätteplaneterna som kretsar kring Kepler-31 upptäcktes i början av 2011, om än med stor risk för felinformation, och bekräftades 2012. Exoplaneterna bildar en resonanskedja, med omloppsperiodförhållandet 1:2:4, även om det finns 20 procent sannolikhet för att dessa periodförhållanden kan vara tillfälliga.
| Planet           | Massa   | Halv storaxel (AE) | Siderisk omloppstid (d) | Excentricitet | Inklination | Radie            |
| ---------------- | ------- | ------------------ | ----------------------- | ------------- | ----------- | ---------------- |
| .04 (obekräftad) | -       | 0,0937             | 9,61730282 ± 0,00000335 | -             | -           | 0,173 RJ         |
| b                | <6,8 MJ | 0,16               | 20,8613                 | -             | -           | 0,38 ± 0,07 RJ   |
| c                | <4,7 MJ | 0,26               | 42,6318                 | -             | -           | 0,38 ± 0,07 RJ   |
| d                | -       | 0,39               | 87,648901 ± 0,000801    | -             | -           | 0,407 ± 0,099 RJ |